# ハイマキエハギ
ハイマキエハギ（這蒔絵萩、学名：Grona triflora）はマメ科シバハギ属の多年草。旧Desmodium属。鹿児島県絶滅危惧II類。

## 特徴
高さ2–15 cm。葉は3出複葉が互生する。小葉は全縁で長さ0.5–1 cmほど。花は桃～紫色で長さ5 mm。果実は節果で表面にかぎ毛がある。小果柄は長さ0.3–1.3 cm、軟毛がある。

## 分布と生育環境
南西諸島（徳之島以南）、小笠原諸島、世界の熱帯～亜熱帯域の低地に分布。芝生の中や草地に混生する。まれに日本本土の暖地にも帰化。

## 近縁種
よく似たカワリバマキエハギG. heterophyllaは3出複葉に加えて単葉が混じるとされ、小果柄長が1–2.5 cmで本種より長い。

## ギャラリー

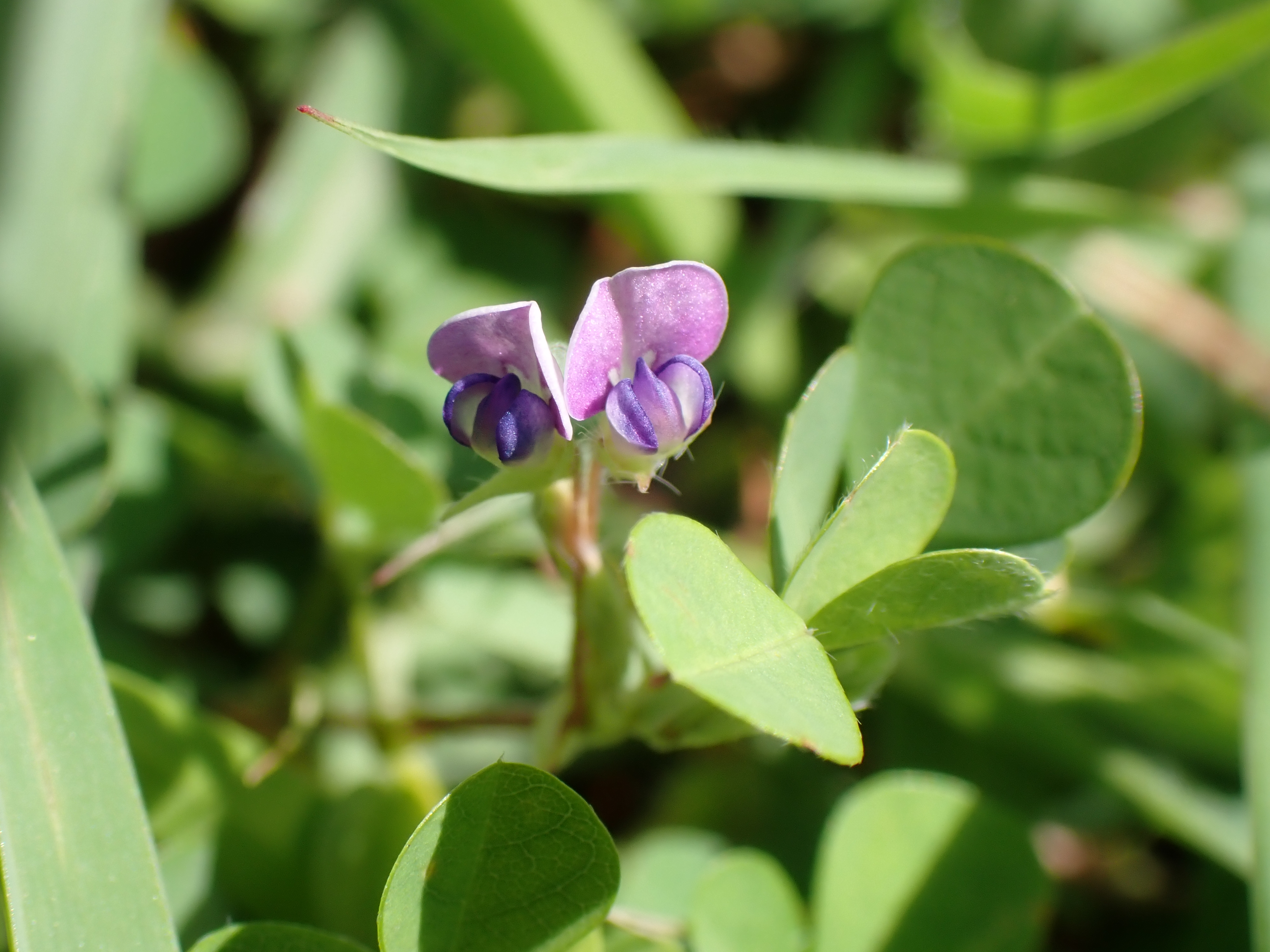
青紫色の花 （沖縄県石垣市登野城）
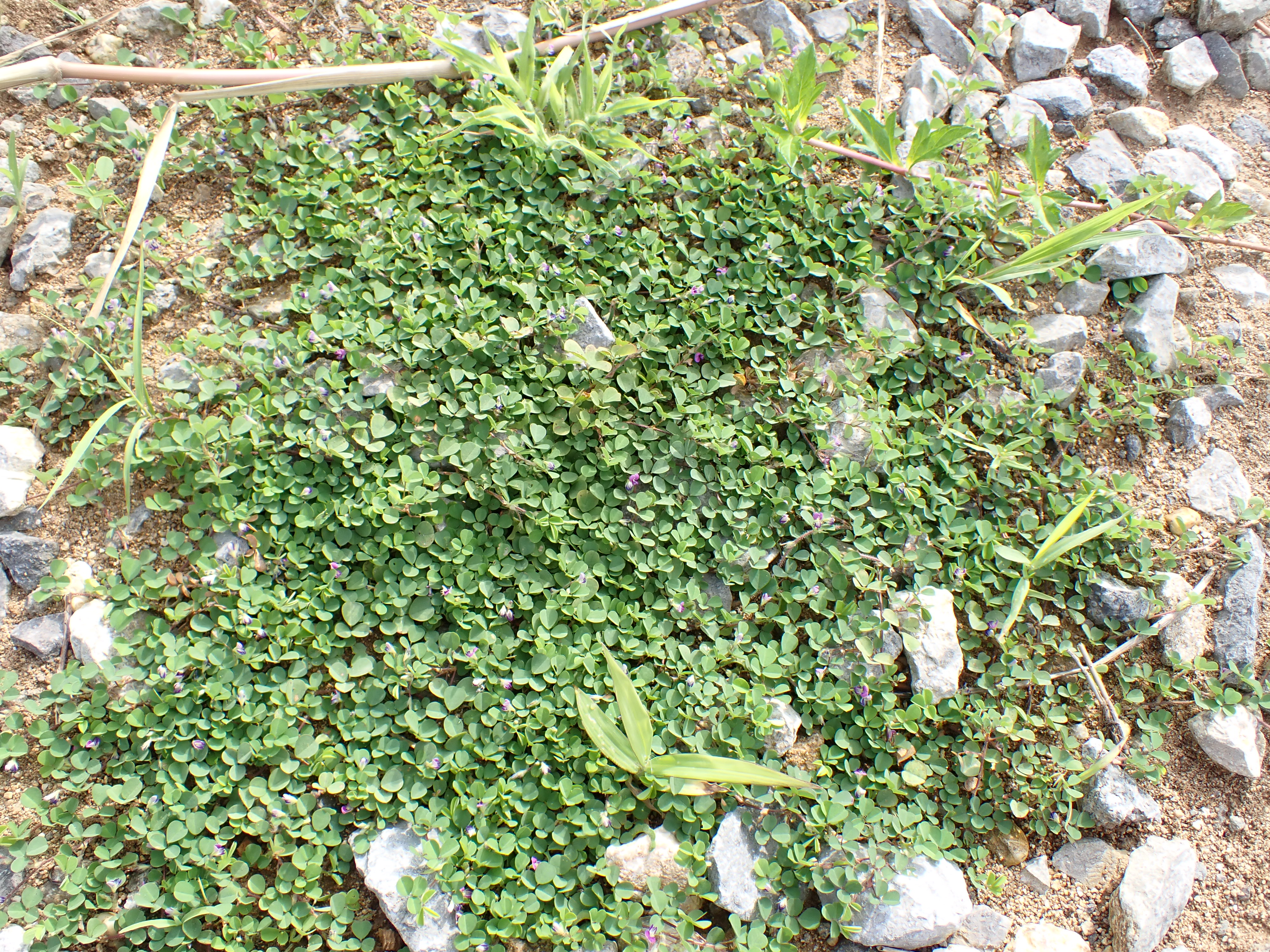
草姿 （沖縄県石垣市名蔵）
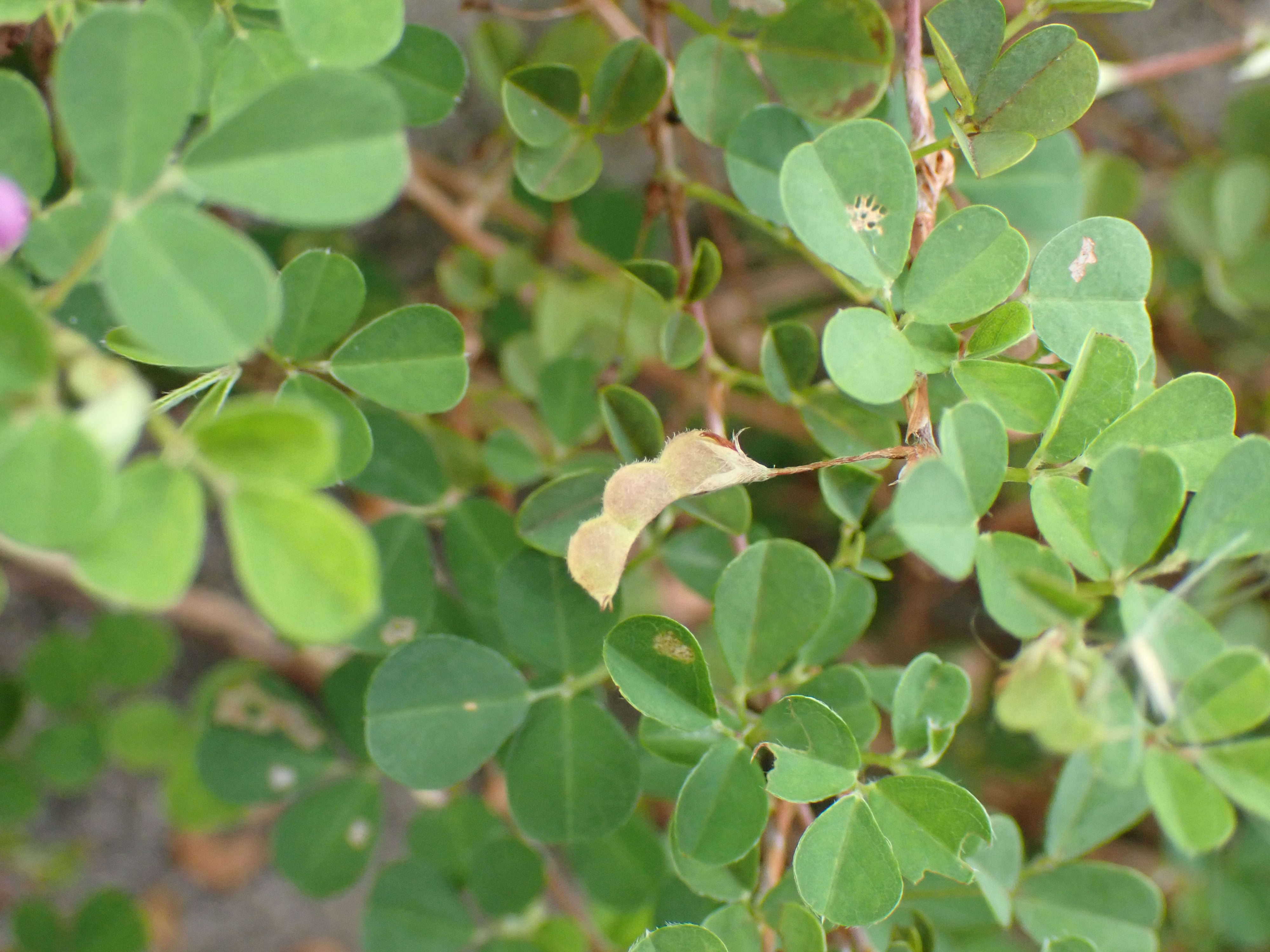
節果
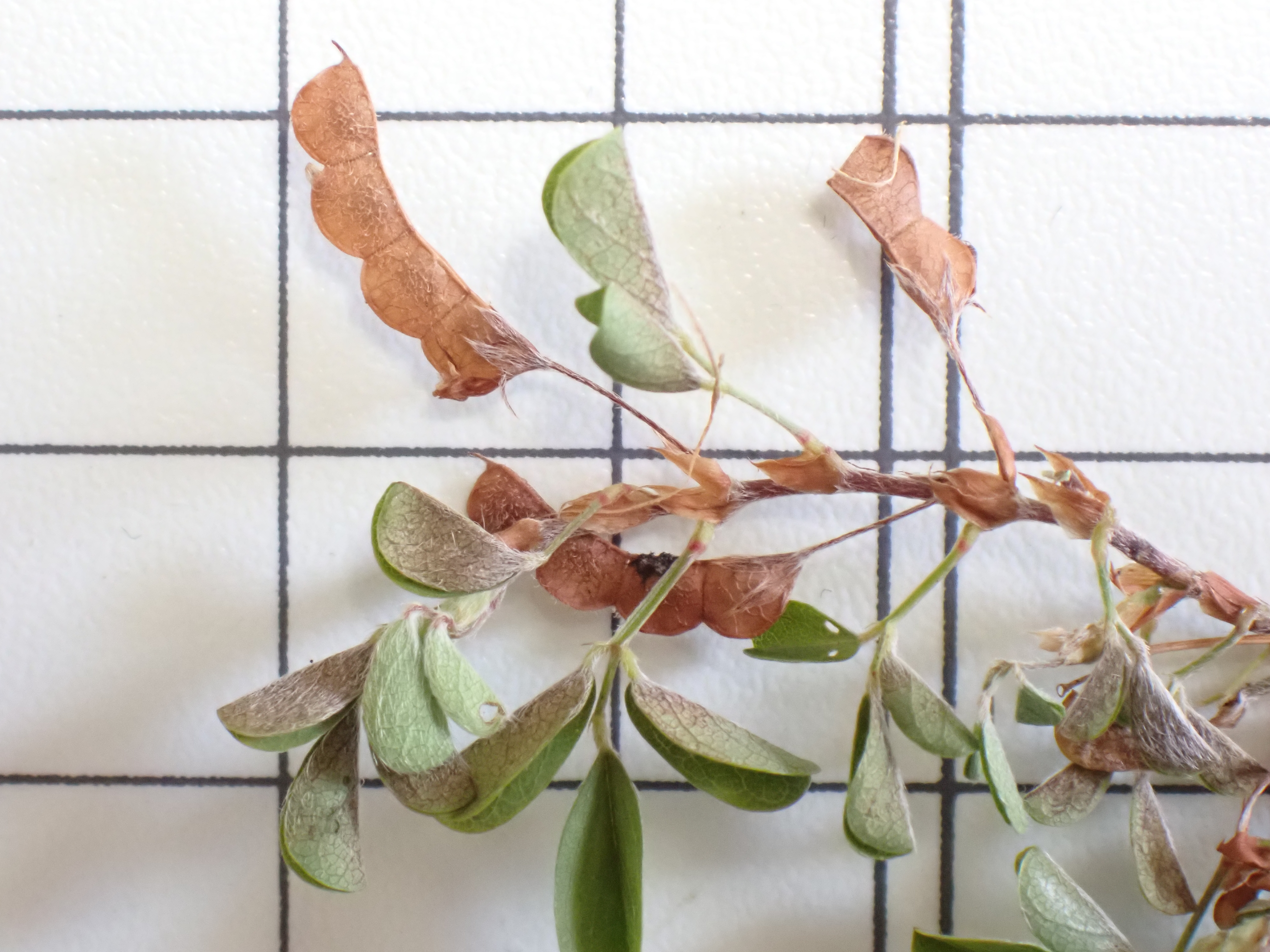
短い小果柄と節果 （背景は1 cm方眼）